# Liste der Bodendenkmale in Lunzenau
In der Liste der Bodendenkmale in Lunzenau sind die Bodendenkmale der Stadt Lunzenau und ihrer Ortsteile nach dem Stand der Auflistung von Volkmar Geupel aus dem Jahr 1983 aufgelistet. Eventuelle Änderungen und Ergänzungen, insbesondere aus der Zeit nach der Wende, sind nicht berücksichtigt, da für Sachsen aktuell keine neueren allgemein zugänglichen Bodendenkmallisten vorliegen. Die Baudenkmale sind in der Liste der Kulturdenkmale in Lunzenau aufgeführt.
| Denkmal-ID | Fundart            | Ortsteil        | Bezeichnung                                      | Zeitstellung    | Lage                                                                                | Bemerkungen | Bild |
| ---------- | ------------------ | --------------- | ------------------------------------------------ | --------------- | ----------------------------------------------------------------------------------- | --- | ---- |
| ?          | besonderer Stein   | Cossen          | Steinkreuz                                       | Neuzeit         | nordnordöstlich des Orts an der Gabelung zweier Feldwege                            | unleserliche Inschrift und Jahreszahl 1826 eingeritzt, Schutz seit 29. Oktober 1963 |      |
| ?          | besonderer Stein   | Cossen          | Steinkreuzstumpf                                 | Spätmittelalter | nordöstlich des Orts am Feldweg östlich der Bahnstrecke                             | Schwerteinzeichnung, Schutz seit 29. Oktober 1963 |      |
| ?          | Befestigung > Burg | Großschlaisdorf | Burgwall „Schlossberg“                           | Slawenzeit      | südlich von Göhren auf einem Bergsporn zwischen Zwickauer Mulde und einem Nebenbach | unregelmäßig-ovaler Burgwall in Spornlage, Schutz seit 31. März 1959 |      |
| ?          | Befestigung > Burg | Rochsburg       | Wehranlage „Schloss“, „Schlossberg“, „Rochsburg“ | Mittelalter     | südlich im Ort auf einem Bergsporn in einer Schleife der Zwickauer Mulde            | Höhenburg in Spornlage, durch jüngeres Schloss überbaut und verändert, ursprünglicher Rundturm ins Schloss integriert, Abschnittsgraben im Nordosten, Außenwall im Osten, Schutz seit 28. Oktober 1980 |      |